# Districtul Tvrdošín

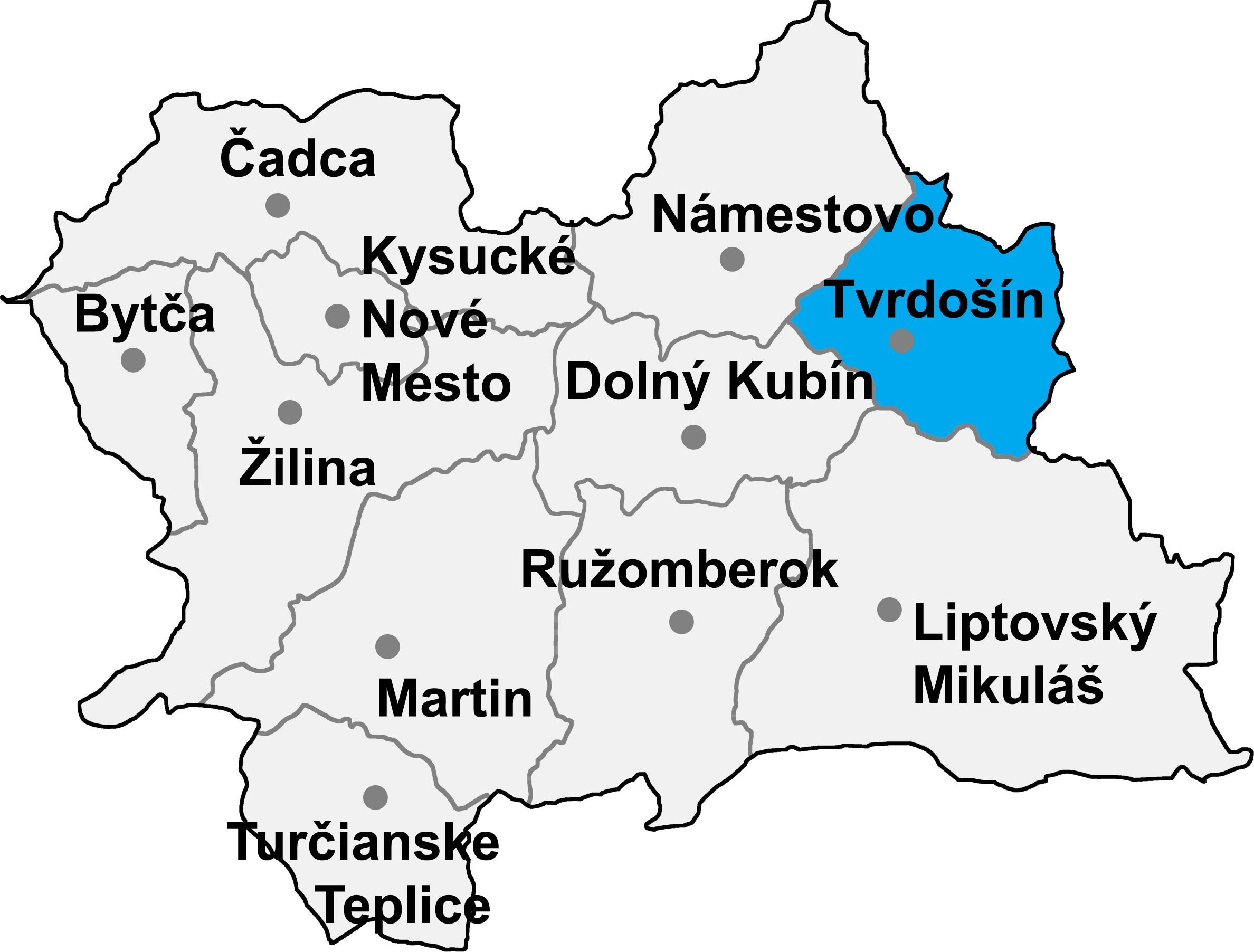
Districtul Tvrdošín

Districtul Tvrdošín (okres Tvrdošín) este un district în Slovacia centrală, în Regiunea Žilina. 

## Demografie
| An:                | 1994   | 2004   | 2014   | 2024   |
| ------------------ | ------ | ------ | ------ | ------ |
| Număr de persoane: | 33.588 | 35.541 | 36.066 | 35.749 |
| Diferență:         |        | +5,81% | +1,47% | −0,87% |

| An:                | 2023   | 2024   |
| ------------------ | ------ | ------ |
| Număr de persoane: | 35.745 | 35.749 |
| Diferență:         |        | +0,01% |

## Comune
- Brezovica
- Čimhová
- Habovka
- Hladovka
- Liesek
- Nižná
- Oravský Biely Potok
- Podbiel
- Suchá Hora
- Štefanov nad Oravou
- Trstená
- Tvrdošín
- Vitanová
- Zábiedovo
- Zuberec